# Analyse des cheveux

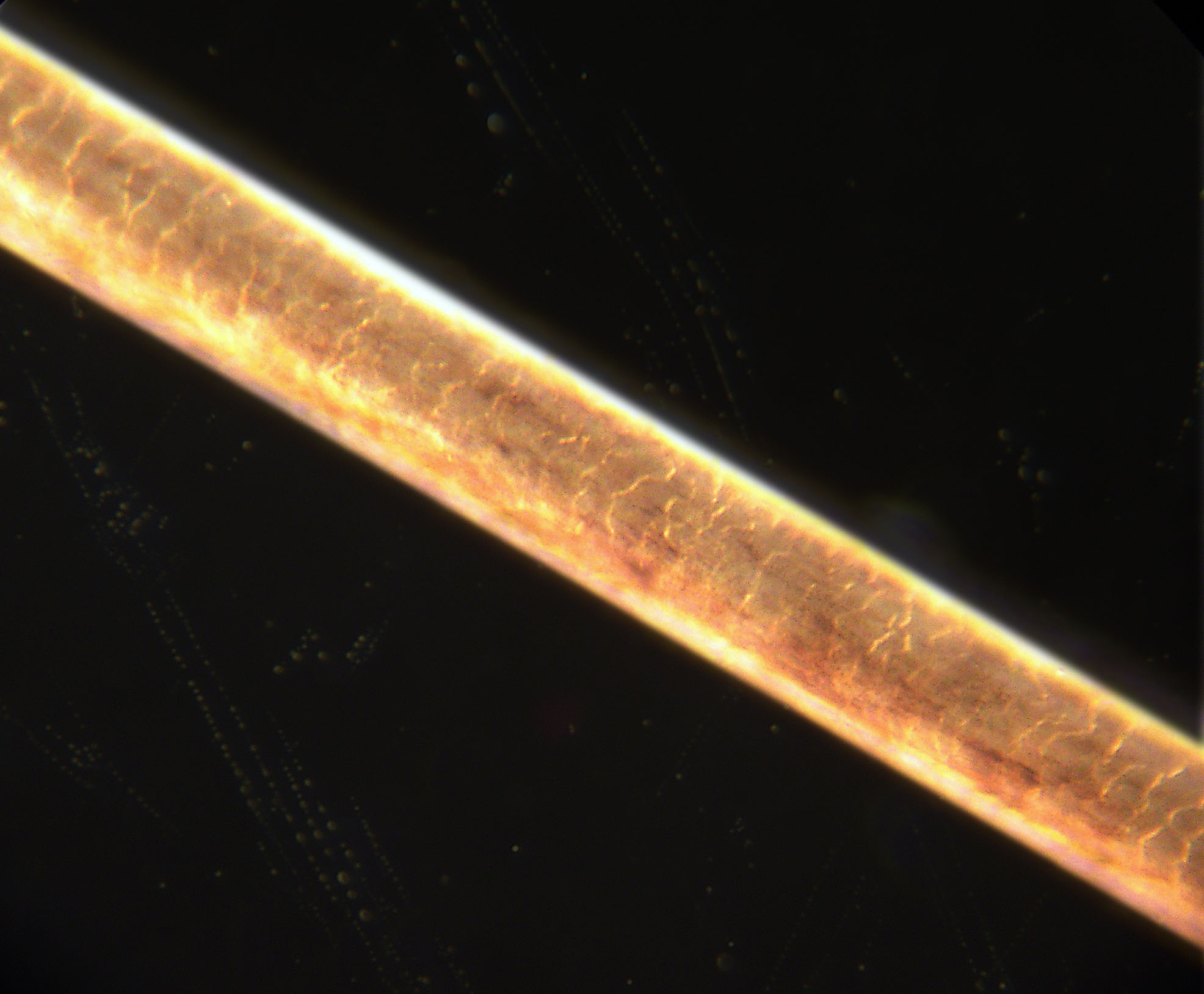
Cheveu humain agrandi 200x.

L'analyse des cheveux peut consister en une analyse microscopique ou en une analyse chimique. La première est utilisée dans les enquêtes criminelles pour la comparaison de différents échantillons, la seconde a un champ d'application plus large (examen de l'état de santé, détection de l'usage de médicaments ou de drogues, ou encore de produits toxiques présents dans l'environnement). Elle consiste en une analyse chimique des cheveux permettant de repérer les traces de certains éléments ou substances (médicaments, drogues dont l'alcool, métaux lourds, etc.). Ces éléments peuvent avoir deux provenances : l'alimentation et le milieu ambiant (pollution de l'air, poussières).
Les analyses capillaires permettent de résoudre des affaires criminelles comme des cas de soumission chimique, le cheveu conservant la mémoire des substances administrées plusieurs mois après leur élimination du sang et des urines. Il convient dans ce cas de les prélever et les conserver. L'analyse de cheveux collectés sur une scène de crime ou sur une victime contribue à l'identification médicolégale,.

## Description
Comparée à d'autres modes d'analyse comme l'analyse sanguine, l'analyse chimique des cheveux est moins invasive et moins chère. Elle permet de détecter une contamination ancienne dont le cheveu garde la trace, à la différence du sang qui est filtré et renouvelé rapidement. La teneur en minéraux de l'organisme peut également être évaluée par dosage dans le plasma sanguin, mais dans le sang le taux des minéraux peut fluctuer en fonction de l'alimentation du jour, de notre état de fatigue, des médicaments ou de l'alcool éventuellement absorbés, alors que le cheveu présente une concentration en minéraux stable, du fait de son caractère inerte et homogène[réf. nécessaire]. Il en va de même pour les urines en médecine légale. En remontant le cheveu, on peut détecter une possible overdose criminelle en montrant l'absence du toxique dans les mois précédant la mort (analyse segmentaire des cheveux). Le cheveux peut alors être considéré comme une bande d'enregistrement. 